# 银锭桥胡同
39°56′19″N 116°23′37″E / 39.9384847°N 116.3935374°E
银锭桥胡同是位于北京市西城区东北部的一条胡同。

## 简介
银锭桥胡同北起后海南沿，南到南官房胡同。因为胡同北端有银锭桥而得名。银锭桥胡同原来称“海潮庵”，因胡同内的海潮庵而得名。后来改名“银锭桥胡同”。海潮庵位于银锭桥胡同9号，建于明朝嘉靖年间，属于私建，如今尚存旧殿，但已经变成民居。 
银锭桥建于明朝，平桥外敞，形状似银锭，故得名。1984年拆除新建时，发现桥基是柏木桩，柏木桩之间使用银锭锁（形状如银锭）固定。为了通航，在此次拆除新建时，平桥改为石拱桥。银锭桥是什刹海前海和后海的分界处。《日下旧闻考》卷五十四引用《燕都游览志》记载：“银锭桥在北安门海子三座桥之北，此城中水际看西山第一绝胜处也。桥东西皆水，荷芰菰蒲，不掩沦漪之色。南望宫阙，北望琳宫碧落，西望城外千万峰，远体毕露，不似净业湖之逼且障也。”这处景致人称银锭观山，是燕京小八景之一。1980年代，积水潭医院兴建住医楼，遮住了从银锭桥望向西山的部分视线，使银锭观山不复旧貌。